# BN Волка
BN Волка (лат. BN Lupi) — одиночная переменная звезда в созвездии Волка на расстоянии (вычисленном из значения параллакса) приблизительно 17239 световых лет (около 5285 парсеков) от Солнца. Видимая звёздная величина звезды — от менее +16m до +14m.

## Характеристики
BN Волка — красная пульсирующая переменная звезда, мирида (M) спектрального класса M2e. Эффективная температура — около 3282 K.